# Божниця (Київська Русь)

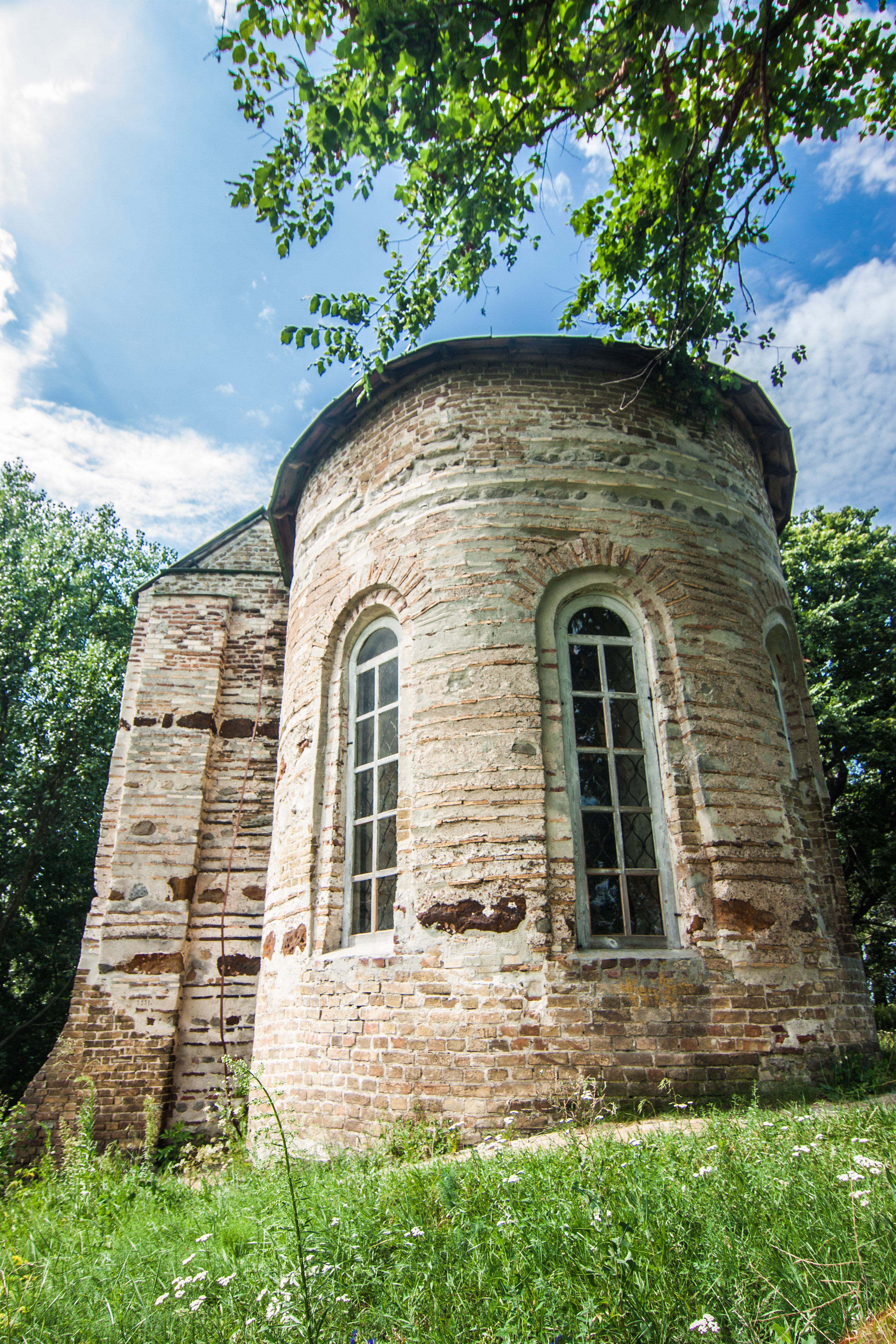
Остерська божниця — єдина божниця Русі, що збереглась до нашого часу.

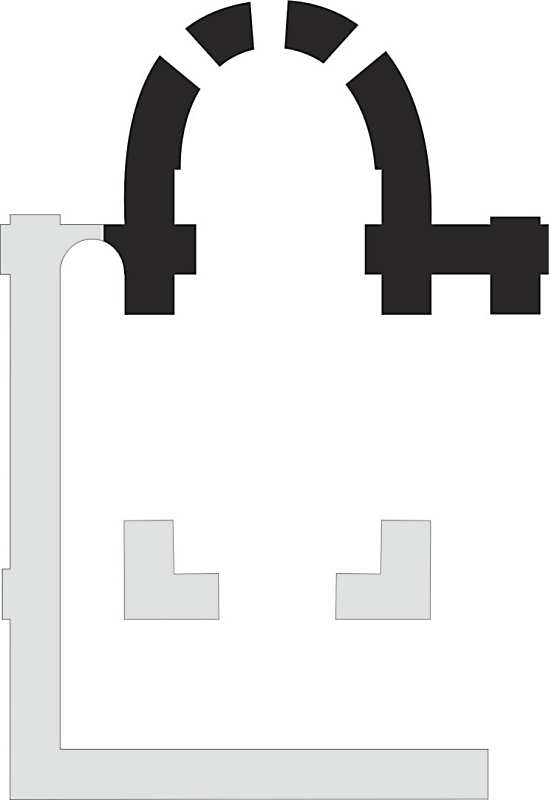
План Остерської божниці, темним кольором позначена збережена частина.

Божниця також боженка — різновид християнської культової споруди на Русі. Визначається як приміщення для богослужіння, домова каплиця, надмогильна каплиця з іконою, також могла бути синонімом слова церква взагалі. У північноруських літописах божницами часто називали церкви іноземців на Русі (церква на Варязькому дворі у Новгороді, Німецька божниця у Смоленську, Лядські божниці у Києві) або взагалі іноземні церкви (німецькі церкви у Юр'єві, польські церкви).

## Божниці Русі
Нижче наведений список божниць з давньоруських джерел.
- У Києві:
  - божниця Євпраксії Всеволодівни — надмогильна каплиця з іконою над поховання Євпраксії у Печерському монастирі[3].
  - божниця Святого Миколи — церква на Аскольдовій могилі. Божницею названа в Іпатіївському літопису, в Лаврентіївському — церква святого Миколи.
  - Турова божниця — в Києві, на Подолі. За думкою О. П. Толочка була поминальною каплицею на честь Тоури (за Толочком — справжнє ім'я варяга-мученика Феодора) біля Десятинної церкви, можливо на площі Бабин торжок[4]. За іншими версіями стояла на місці подільського варязького капища Тора (Тоура)[5], або була капищем слов'янського бога Тура (пор. — капище Турово над Галицьким озером; войовничий бог Тур відомий у сербів)[6].
- Інші міста Русі:
  - Новгородська божниця святого Михайла — церква новгородської торгової колонії в Києві, на Подолі. Можливо знаходилась напроти будинку по Волоській вулиці, 20, де був знайдений розвал плінфи мурованої споруди XII століття, а поруч, на Волоській, 17 — печатка новгородського посадника Єфстафія-Завида, регента Мстислава Володимировича під час його першого князювання у Новгороді (1088—1094)[7].
  - Спаська божниця — на дворі Володимирка Володаревича у Галичі[8].
  - божниця Святого Михайла[8] (Остерська божниця) — в Городці Востерському, сучасне місто Остер Козелецького району Чернігівської області. Єдина божниця, що збереглась (частково, лише апсидна частина) до нашого часу.
  - божниця при дворі Андрія Юрійовича Боголюбського[8].
  - Давидова боженка — споруджена на честь святого Гліба (у хрещенні — Давида), імовірно на гаданому (одному з кількох) місці вбивства святого князя. Знаходилася в гирлі Прип'яті[3].
  - Летська божниця — споруджена 1117 року Володимиром Мономахом на честь святого Бориса, на місці пролиття крові князя на Летському полі (зараз — середмістя Борисполя). Рештки археологічно досліджені М. К. Каргером.
- Іноземні божниці Русі:
  - Варязька божниця у Новгороді[8] — руська назва церкви святого Олава[ru] на Варязькому (або Готському[ru]) дворі — колонії купців з острова Готланд. Згадується у літописах під 1152, 1181[9] та 1217 роках[1].
  - Німецька божниця — церква німецької торгової колонії у Смоленську. Археологічно досліджена[8].